# Daray
Dariusz Brzozowski (30 de janeiro de 1980) , mais conhecido como Daray, é um baterista polonês, conhecido por suas contribuições às bandas Vader, Vesania, Hunter, Black River, Masachist e Dimmu Borgir.

## Discografia
- Vesania — reh. (1998, demo)
- Vesania — Promo 1999 (1999, demo)
- Pyorrhoea — Pyorrhoea Promo (2002)
- Vesania — Wrath ov the Gods / Moonastray (2002, split Black Altar)
- Neolithic — Team 666 (2003)
- Vesania — Firefrost Arcanum (2003)
- Vader — Beware the Beast (2004)
- Pyorrhoea — Desire for Torment (2004)
- Vader — The Beast (2004)
- Vesania — God the Lux (2005)
- Vader — Night of the Apocalypse (2005)
- Vader — The Art of War (2005)
- Vader — Impressions in Blood (2006)
- Vader — …And Blood Was Shed in Warsaw (2007)
- Vesania — Distractive Killusions (2007)
- Vader — V.666 (2008)
- Black River — Black River (2008)
- Vesania — Rage Of Reason (2008)
- Dimmu Borgir — Abrahadabra (2010)